# Rio Dobrunu
O Rio Dobrunu é um rio da Romênia, afluente do Zlata, localizado no distrito de Hunedoara.